# Bảo tàng Lực lượng Vũ trang miền Đông Nam Bộ
Bảo tàng Lực lượng Vũ trang miền Đông Nam Bộ hay còn gọi là Bảo tàng Quân Khu 7 là một bảo tàng quân sự tọa lạc tại số 247 Hoàng Văn Thụ, Quận Tân Bình, Thành phố Hồ Chí Minh, Việt Nam. Bảo tàng này trưng bày hiện vật từ tất cả các cuộc kháng chiến chống ngoại xâm trong lịch sử Việt Nam thời hiện đại từ cuộc chiến tranh Đông Dương lần thứ nhất, chiến tranh Việt Nam cho đến chiến tranh biên giới Việt Nam–Campuchia.
Giờ mở cửa của bảo tàng này là sáng từ 7 giờ 30 phút đến 11 giờ 30 phút và chiều từ 13 giờ đến 16 giờ 30 phút hàng ngày trừ thứ Hai. Người Việt Nam được miễn phí và người nước ngoài phải trả 40.000 đồng vé vào cửa, cộng thêm 10.000 đồng phí chụp ảnh.

## Lịch sử
Bảo tàng này được thành lập vào ngày 5 tháng 2 năm 1988 trên địa điểm của Bệnh viện dã chiến cấp 3 cũ của Mỹ và nằm chéo đối diện với khu nhà Bộ Tổng tham mưu Quân lực Việt Nam Cộng hòa trước đây, nay là trụ sở của Quân khu 7, Quân đội nhân dân Việt Nam.
Khu nhà ban đầu được xây dựng dành cho Trường Cộng đồng Mỹ tại Sài Gòn vào năm 1958–1959, thế nhưng khi những người Mỹ bảo hộ được lệnh rời khỏi Việt Nam Cộng hòa vào tháng 2 năm 1965, dãy nhà bỏ trống được Bệnh viện dã chiến số 3 sử dụng. Bệnh viện có vị trí thuận tiện nằm gần Căn cứ Không quân Tân Sơn Nhứt cho phép chuyển những người bị thương trong phạm vi miền Nam Việt Nam và sơ tán y tế họ đến các cơ sở bệnh viện khác của Hoa Kỳ ở Thái Bình Dương.

## Trưng bày
Bảo tàng này bao gồm hai phần chính: khu trưng bày ngoài trời các loại khí tài quân sự lớn và bảo tàng quân sự.

### Khu trưng bày ngoài trời

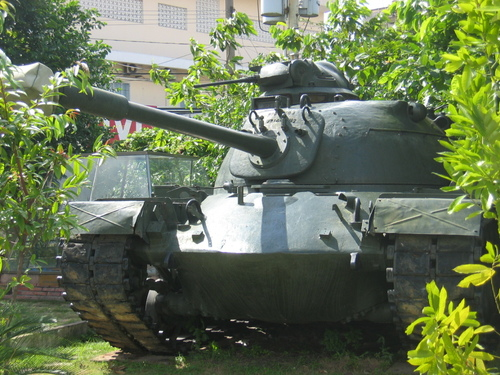
Xe tăng M48A3 được trưng bày ngoài trời.

Hiện vật được trưng bày tại đây bao gồm:
- Lựu pháo 122mm M-30
- Xe tăng M41
- Xe tăng M48A3
- Pháo tự hành M107
- Xe bọc thép chở quân M113
- Lựu pháo 155 mm M114
- Xe tăng T-54
- Mô hình cuộc tấn công Tết Mậu Thân vào Đại sứ quán Hoa Kỳ

### Bảo tàng quân sự
Phần trưng bày bao gồm:
- Bia tưởng niệm các đồng chí lãnh đạo, anh hùng Quân khu 7
- Mô hình một số gian phòng trong địa đạo Củ Chi